# История почты и почтовых марок Королевства обеих Сицилий
История почты и почтовых марок Королевства обеих Сицилий соответствует периодам существования независимых почтовых служб Неаполитанского (вместе со сменившей его Неаполитанской провинцией) и Сицилийского королевств, входивших в Королевство обеих Сицилий и выпускавших собственные почтовые марки (до 1861).

## Выпуски почтовых марок
История почты Королевства обеих Сицилий охватывает развитие почтовой связи на его континентальной части — в Неаполитанском королевстве и на островной — в Сицилийском королевстве. Почтовая служба обеих частей была раздельной, что предопределяло эмиссию в них собственных марок.

### Неаполитанское королевство
Королевский указ, предусматривавший введение в Неаполе почтовых марок, был опубликован 9 июля 1857 года; соответствующие почтовые правила приняты 28 сентября того же года. Изготовление клише и печать почтовых марок королевства были доверены неаполитанскому гравёру Джузеппе Мазини (Giuseppe Masini).
Первая серия из семи марок Неаполитанского королевства («Бурбонский выпуск») поступила в обращение 1 января 1858 года. Их рисунок состоял из трёх элементов: на первом из них — вставшая на дыбы лошадь, эмблема Неаполя; тринакрия — символ Сицилийского королевства (три ноги символизируют три высоких мыса Сицилии) и три бурбонские лилии (флёр-де-ли). Эти эмблемы были помещены на фоне, состоявшем из вертикальных линий, и заключены в различные геометрические фигуры. Все марки были отпечатаны в красноватых тонах (кармин розовый) на бумаге с водяным знаком «лилия». На марках была надпись итал. «Bollo della Poste Napolitana» («Марка неаполитанской почты»). На всех миниатюрах имелись секретные знаки гравёра. На марке каждого номинала он поместил по одной маленькой букве, которые собранные вместе образуют имя и фамилию гравёра: «G. MASINI».
8 февраля 1858 года Мазини отпечатал второй тираж марок. После этого почтовая администрация Неаполя неожиданно передала заказ на дальнейшую эмиссию гравёру Гаэтано де Маза (возможно потому, что он предложил печатать марки по цене ниже, запрошенной Мазини). Де Маза первоначально использовал клише, изготовленные Мазини. В дальнейшем, по мере их износа, он изготовил новые. Гаетано де Маза умер в 1860 году. Изготовление марок для неаполитанской почты продолжил его сын Дженаро де Маза. В общей сложности до августа 1860 года было выпущено более 14 млн миниатюр различных номиналов.
«Бурбонские» марки были изъяты из обращения в декабре 1861 года.
В 1896 году были изготовлены частные новоделы на бумаге без водяных знаков.

#### Неаполитанская провинция
В сентябре 1860 года в Неаполь вступили войска Д. Гарибальди. Король Франциск II бежал, было создано временное правительство. 9 сентября 1860 года вышел диктаторский декрет, предписывавший выпуск знаков почтовой оплаты с гербом Савойской династии и надписью «Vittorio Emanuele Re d’Italia» («Виктор Эммануил, король Италии»). Однако вскоре за ним последовало распоряжение министерства финансов, которое приказывало приостановить производство марок. Причиной послужило крайнее неприятие населением Южной Италии сардинской лиры.
В ноябре 1860 года была выпущена марка номиналом в ½ торнезе, использовавшаяся как газетная (см. также Тринакрия). Её печатание производилось с помощью печатной формы марки в ½ грано. Буква «G» была заменена буквой «Т» в каждой форме отдельно. Все они различны. В декабре того же года эта марка была переиздана с изображением савойского креста в центре вместо трёх эмблем Королевства Обеих Сицилий. Эти марки были в обращении до декабря 1861 года.
В феврале 1861 года для Неаполитанской провинции была отпечатана серия из восьми марок с портретом короля Виктора Эммануила II и с номиналами в неаполитанской валюте. В некоторых каталогах («Михель», «Unificato») эта серия рассматривается как первый выпуск марок Италии. Существует много фальсификатов.
С 1 октября 1862 года в Неаполитанской провинции поступили в обращение марки Сардинии.

### Сицилийское королевство
Сицилийское королевство было последним из итальянских государств, существовавших до объединения Италии, которое начало издавать собственные марки.
Первые и последние марки Сицилийского королевства поступили в обращение 1 января 1859 года. Серия состояла из семи миниатюр с портретом короля Фердинанда II и надписью «Bollo della Posta di Sicilia» («Марка почты Сицилии»). Их автором был известный художник, профессор гравюры в Королевском институте изобразительных искусств в Неаполе Томмазо Алоизио Ювара (итал. Tommaso Aloisio Juvara). Печатались они в типографии Франческо Лао в Палермо.
Для гашения этих марок был изготовлен специальный штемпель в форме буквы «П», чтобы не запечатывать портрет короля.
В результате референдума 1860 года Сицилийское королевство было ликвидировано, а его территория вошла в состав Сардинского королевства. Марки Сицилии были изъяты из обращения 17 июля 1860 года.